# Grönland címere

Grönland címere

Grönland címere egy világoskék színű pajzs, amelyen egy mancsait előretartó, ülő jegesmedve található. A kék szín az Atlanti-óceánt és a Jeges-tengert jelképezi, a jegesmedve pedig Grönland faunáját. A jegesmedvét III. Frigyes dán király felvette Dánia címerébe is, jelezvén akkori fennhatóságát a sziget fölött.    A címert 1989. május 1-je óta használják.